# 야마자키 마코토 (축구 선수)
야마자키 마코토(일본어: 山崎 真, 1970년 10월 31일 ~ )는 일본의 전 축구 선수이다.

## 구단 경력
1993년 J1리그의 우라와 레즈에 입단했다. 1995년 재팬 풋볼 리그의 도쿄 가스로 이적했다. 1996년 미토 홀리호크로 이적했다. 1997년후 현역 은퇴.